# Christoph Friedrich Bretzner
Christoph Friedrich Bretzner (Leipzig, 10 december 1748 - aldaar, 31 augustus 1807) was schrijver van Duitse blijspelen en libretti.
Hij was zijn hele leven zakenman in Leipzig en begon met het schrijven van toneelspelen in 1771. 
Hij raakte snel in de mode toen hij in 1779 vier libretti publiceerde, die kleurrijker en exotischer waren dan men van bijvoorbeeld de toen toon aangevende C.F. Weiss gewend was.
Het bekendste van zijn zangspelen werd uiteindelijk Constanze en Belmonte, wat hij voor de Berlijnse componist Johann André schreef. Dit libretto gaf Stephanie jr aan Mozart en leidde tot Die Entführung aus dem Serail. Op aandringen van Mozart schreef Gottlieb Stephanie jr daarbij aanvullende teksten. Dat Bretzner een protest schreef naar Mozart  in 1783 zou een verzinsel zijn. Wel uitte Bretzner zich publiekelijk negatief over de aanvullingen van Stephanie jr. 
Er zijn naast die van Mozart nog 3 toonzettingen van Constanze en Belmonte: van Johann André (1781); Christian Ludwig Dieter (1784) en Justin Heinrich Knecht (1794).
Een tweede set libretti in 1796 toont Bretzners gemak om opera buffa in het Duits te imiteren. Hij heeft ook verschillende Italiaanse libretti in het Duits vertaald (waaronder Cosi fan tutte als Weibertreu oder Die Mädchen sind von Flandern (1794))
Bretzner overleed op 31 augustus 1807 ten gevolge van een ongeval (als medewerker van een theatervoorstelling in Leipzig).